# ギヨーム・デュボワ
ギヨーム・デュボワ（フランス語: Guillaume Dubois、1656年9月6日 - 1723年8月10日）は、フランス王国の枢機卿、政治家。国王ルイ15世の幼年期に国務大臣、外務大臣を務めた。

## 生涯

### 初期の経歴
1656年9月6日、リムーザン県のブリーヴ＝ラ＝ガイヤルドで生まれた。デュボワと敵対した者は彼の父が地元の医者で小さな薬局も経営していたと主張した。彼はブリーヴにあるCongregatio Patrum Doctrinae Christianaeの学校で教育を受け、13歳でトンスラ（剃髪）を受けた。1672年に哲学を修了すると、リムーザン知事から奨学金を受け、パリのサン＝ミシェル学院に進学した。学長のアントワーヌ・フォーレ神父（Antoine Faure）がデュボワと同じ地元の出身だったこともあって2人は親しくなり、デュボワが卒業した後もデュボワの教え子を探すのに尽力した。最終的にはフォーレがデュボワにシャルトル公（後の摂政オルレアン公フィリップ2世）の家庭教師という職を紹介した。デュボワは1692年にシャルトル公とブロワ令嬢フランソワーズ・マリー・ド・ブルボン（ルイ14世の庶子）を結婚させたことでルイ14世の歓心を得て、ピカルディのサン・ジュスト修道院を獲得した。同年に大同盟戦争のステーンケルケの戦いにも参加、リュクサンブール元帥から「擲弾兵のように砲火に直面した」という評価を受けた。その後、ロンドン駐在フランス大使館に派遣されたが、陰謀をめぐらしたため駐英大使がデュボワの本国召還を求めた。ルイ14世はデュボワの行動を評価したという。

### 国務大臣として
1715年にオルレアン公が摂政に任命されると、それまで数年間オルレアン公の秘書を務めてきたデュボワも国務大臣に任命され、実際の権力も徐々にデュボワの手に移された。
デュボワの政策は常にユトレヒトの和約の維持を目的とし、スペインのジュリオ・アルベローニ枢機卿の陰謀とは対立することとなった。デュボワはアルベローニに対抗すべく、グレートブリテン王国との同盟を主張し、反対にも遭ったものの1716年の英仏同盟、1717年の三国同盟、1718年の四国同盟締結に成功した。1719年には四国同盟戦争の一環として、ベリック公率いるフランス軍をスペインに派遣、スペイン王フェリペ5世にアルベローニ罷免を迫ることに成功した。それ以外では平和政策をとったが、デュボワの政策が成功を収めたため、彼は宮廷で反対されたにもかかわらず地位を確立した。また1718年のチェッラマーレ陰謀にも関与した。
デュボワはオルレアン公にフランスで最も裕福だったカンブレー大司教領を求め、イギリス国王ジョージ1世もそれを支持したためオルレアン公は折れて承諾した。デュボワは続いて枢機卿の座を求め、ローマ教皇クレメンス11世との長い交渉ののち1721年にインノケンティウス13世により枢機卿に叙された。ただし、インノケンティウス13世の教皇選出にあたってデュボワが多額の賄賂をし、フランスからの800万フランの支出となったという。翌1722年8月にフランス首相に任命され、直後にアカデミー・フランセーズ会員に選出された。
デュボワは1723年にルイ15世が成人した後も首相に留まり、カンブレー大司教領と7つの修道院から莫大な資産を蓄財したが、健康を害して手術を受けなければならず、直後の1723年8月10日にヴェルサイユで死去した。
死去から数十年後の1789年、Vie privée du Cardinal Dubois（『デュボワ枢機卿の私生活』）が出版され、1815年にはMémoires secrets et correspondance inédite（『秘密の回想録と未出版の通信』）が出版された。

## 評価
ブリタニカ百科事典第11版はデュボワのライバルであったサン＝シモン公からの悪評を引用しつつ、「デュボワは不徳であったが、それは同時代の人々も同じであった。どんな罪があったにせよ、彼はルイ14世の災難的な戦争の後にフランスに平和を与えた」と一定の評価を与えた。